# Igelsjön (Årsunda socken, Gästrikland)
Igelsjön är en sjö i Sandvikens kommun i Gästrikland och ingår i Dalälvens huvudavrinningsområde. Sjön har en area på 0,0428 kvadratkilometer och ligger 82 meter över havet.

## Delavrinningsområde
Igelsjön ingår i det delavrinningsområde (670210-155269) som SMHI kallar för Mynnar i Ålboån. Medelhöjden är 95 meter över havet och ytan är 6,08 kvadratkilometer. Det finns inga avrinningsområden uppströms utan avrinningsområdet är högsta punkten. Vattendraget som avvattnar avrinningsområdet har biflödesordning 3, vilket innebär att vattnet flödar genom totalt 3 vattendrag innan det når havet efter 81 kilometer. Avrinningsområdet består mestadels av skog (78 procent) och sankmarker (13 procent). Avrinningsområdet har 0,04 kvadratkilometer vattenytor vilket ger det en sjöprocent på 0,7 procent.